# Circuit des régions fruitières
Le Circuit des régions fruitières (Omloop van de Fruitstreek en néerlandais),  est une ancienne course cycliste belge, disputée de 1953 à 1976 à Alken, dans la province de Limbourg.
En 1968, cette course s'est déroulée à Hasselt.

## Palmarès
| Année | Vainqueur              | Deuxième                | Troisième             |
| ----- | ---------------------- | ----------------------- | --------------------- |
| 1953  | Martin Van Geneugden   |                         |                       |
| 1955  | Jan Storms             | Jozef Mariën            | Frans Gielen          |
| 1956  | Willy Vannitsen        | Rik Van Looy            | Jozef De Feyter       |
| 1957  | Willy Vannitsen        | Jozef Verachtert        | Leopold Schaeken (nl) |
| 1958  | Leon Van Daele         | Roger Molenaers         | Frans Schoubben       |
| 1959  | Piet Oellibrandt       | Marcel Janssens         | Jaap Kersten          |
| 1960  | Martin Van Geneugden   | René Van Meenen         | Piet Damen            |
| 1961  | Martin Van Geneugden   | Joop Captein            | Jozef Verachtert      |
| 1962  | Roger De Coninck       | Jean-Baptiste Claes     | Théo Nijs             |
| 1963  | Willy Vannitsen        | Jo de Haan              | Joop Captein          |
| 1964  | Jozef Verachtert       | André Noyelle           | Jan Lauwers           |
| 1965  | Roger De Coninck       | Guillaume Van Tongerloo | Jo de Haan            |
| 1966  | Rik Van Looy           | Walter Remon            | Henk Cornelisse       |
| 1967  | Rik Van Looy           | Roger Verheyden         | Harm Ottenbros        |
| 1968  | Harry Steevens         | Julien Stevens          | Leo Duyndam           |
| 1969  | Walter Godefroot       | Julien Stevens          | Harm Ottenbros        |
| 1970  | Frans Verbeeck         | Alfons Scheys           | Edward Sels           |
| 1971  | Albert Van Vlierberghe | Fernand Hermie          | Peter Head            |
| 1972  | Gustaaf Van Roosbroeck | Jozef Abelshausen       | Ludo Van Der Linden   |
| 1973  | Marcel Omloop          | Jan Serpenti            | Leopold Van den Neste |
| 1974  | Jozef Abelshausen      | Daniel Pauwels          | Antoon Houbrechts     |
| 1975  | Geert Malfait          | Roger Loysch            | Herman Vrijders       |
| 1976  | Emiel Gysemans         | Daniel Verplancke       | Bas Hordijk           |